# ハイアペイシャ・リー
ハイアペイシャ・リー（Hyapatia Lee、本名：ヴィクトリア・リンチ、Victoria Lynch、1960年11月11日 - ）は、インディアナ州インディアナポリス出身の、1980年代の「ポルノの黄金時代」を彩った、チェロキーの血をひくアメリカ合衆国のエキゾチックダンサー・ポルノ女優。ハイアパシア・リーと表記されることも多い。

## 来歴
彼女はインディアンの家系を誇りとして、名前をハイアペイシャ（high-a-PAY-shaと発音する）に変えた後、1983年にポルノ映画界にデビューし、1991年までポルノ女優を続けたが、エイズの脅威のため引退した。現役中に70本以上のポルノ映画に出演している。
リーは長年にわたり、ポルノ映画プロデューサーのバド・リーと結婚していた。彼らは1992年に離婚したが、2人の息子がいる。
リーはロックバンドW4IK (Double Euphoric) とVision Questのリードシンガーとソングライターを務めた。彼女は既にこれらのバンドに曲を書いておらず、ポルノ映画界とのすべての関係を断ちたがっていると伝えられる。
2008年6月のインタビューにおいて、彼女は解離性同一性障害に悩まされていると語った。

## 受賞
- 1991年 AVN 最優秀主演女優（映画） 『バーバラを探して (The Masseuse)』[2]
- 1993年 FOXE ファンお気に入りの女優[3]
- 1993年 AVN殿堂入り[4]
- 1993年 XRCO殿堂入り[5]
- 1994年 Legends of Erotica[6]
- 1995年 FSC 生涯功労賞

## 出演作の一部
- 1983年 - 『マンスローター/交換台の令嬢 (The Young Like It Hot)』
- 1986年 - 『いんらん作法/スキンレス・ラーゲ (Hyapatia Lee's Sexy)』
- 1989年 - 『ユニフォーム・マニア/濡れすぎる女たち (Uniform Behavior)』
- 1989年 - 『バブル・スワップ/濡れ手の奥 ('I Do...')』
- 1989年 - 『キャット・ウーマン2/美獣狩り (Bratgirl)』
- 1989年 - 『眠れる森の媚女 (Sleeping Beauty Aroused)』
- 1990年 - 『バーバラを探して (The Masseuse)』
- 1991年 - 『インディアン・サマー (Indian Summer)』

## 自伝
- Hyapatia Lee, The Secret Lives of Hyapatia Lee, 1st Books Library, November 20, 2000 ISBN 978-1587219061